# Miloš Govedarica
Miloš Govedarica (ur. 15 maja 1964) – jugosłowiański zapaśnik walczący w stylu klasycznym. Olimpijczyk z Barcelony 1992, gdzie zajął dziewiąte miejsce w kategorii 100 kg.
Szósty na mistrzostwach świata w 1991. Szósty na mistrzostwach Europy w 1984 roku.